# Hearst (Ontario)
Pour les articles homonymes, voir Hearst.
Hearst est une ville à majorité francophone située dans le district de Cochrane, dans le Nord de l'Ontario, au Canada. Sa population est de 5 090 habitants.
La ville se démarque des autres communautés ontariennes par sa culture franco-canadienne. Plus de 88 % des résidents de Hearst disent parler le français comme langue première, soit la proportion la plus élevée en Ontario. De plus, le dialecte français parlé à Hearst est souvent considéré comme indiscernable du français québécois, en raison de la proximité culturelle entre la province et la communauté.

## Géographie
Hearst est la municipalité ontarienne la plus nordique à laquelle on puisse accéder par la route transcanadienne en Ontario. Hearst se situe à 92 km à l'ouest de Kapuskasing, 935 km au nord de Toronto et 520 km à l'est de Thunder Bay. La ville de Hearst est entourée par le territoire non organisé de Cochrane Nord. Le hameau de Hallebourg se trouve quelques kilomètres à l'est. La localité de Lac-Sainte-Thérèse, située en territoire non organisé, se trouve à 12 km au nord de Hearst. Les hameaux de Jogues, Coppell et Mead, également dans le territoire non organisé, se situent au sud de Hearst. Le territoire de la municipalité couvre une superficie terrestre de 98,73 km2. Celle-ci se situe dans le bouclier canadien, en terrain plat, dans la forêt boréale. La ville est arrosée par la rivière Mattawishkwia, laquelle se jette dans la rivière Missinaibi tributaire de la rivière Moose qui se jette dans la Baie James.

## Urbanisme

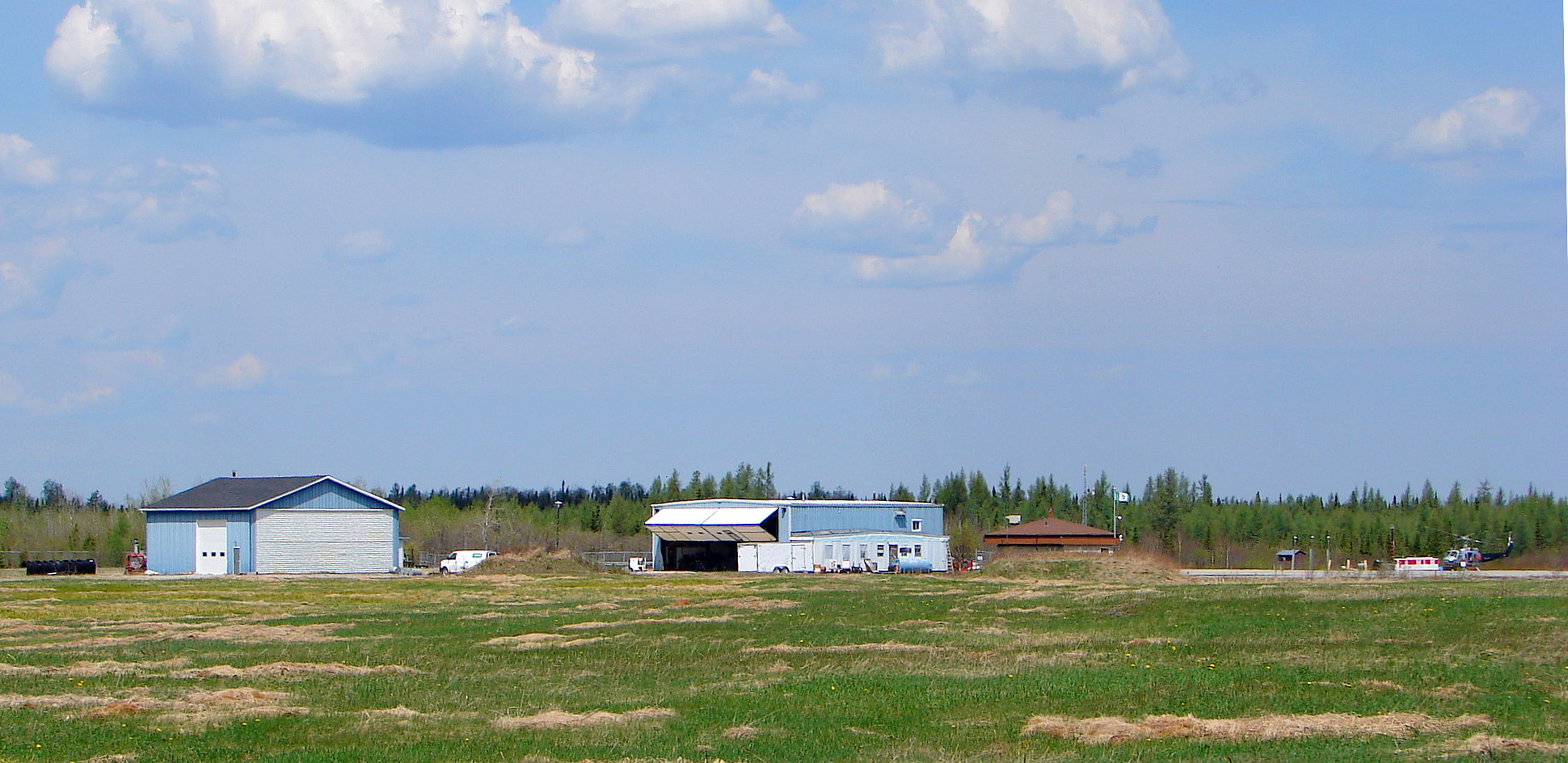
Aéroport René-Fontaine.

La ville d'origine de Hearst s'inscrit comme un rectangle à rues à damier principalement sur la rive gauche (ouest) de la rivière Mattawishkwia. Le quartier de Saint-Pie-X s'étend dans la partie nord au-delà de la voie ferrée. Hearst se trouve sur la route 11, laquelle fait partie du réseau de la route Transcanadienne. La route 583 (en) relie la ville de Hearst aux localités situées au nord et au sud. Hearst constitue le terminus nord d'une ancienne ligne de chemin de fer de l'Algoma Central, aujourd'hui exploitée par le Canadien National à partir de Sault-Sainte-Marie, de même que le terminus nord-ouest du Chemin de Fer Ontario Northland en provenance de North Bay. L'aéroport René Fontaine se trouve à 2,4 km2 au nord-ouest de la ville. La Ville offre des mesures visant les améliorations locatives des commerces du centre-ville et du corridor de la route 11 (rue Front).

## Histoire

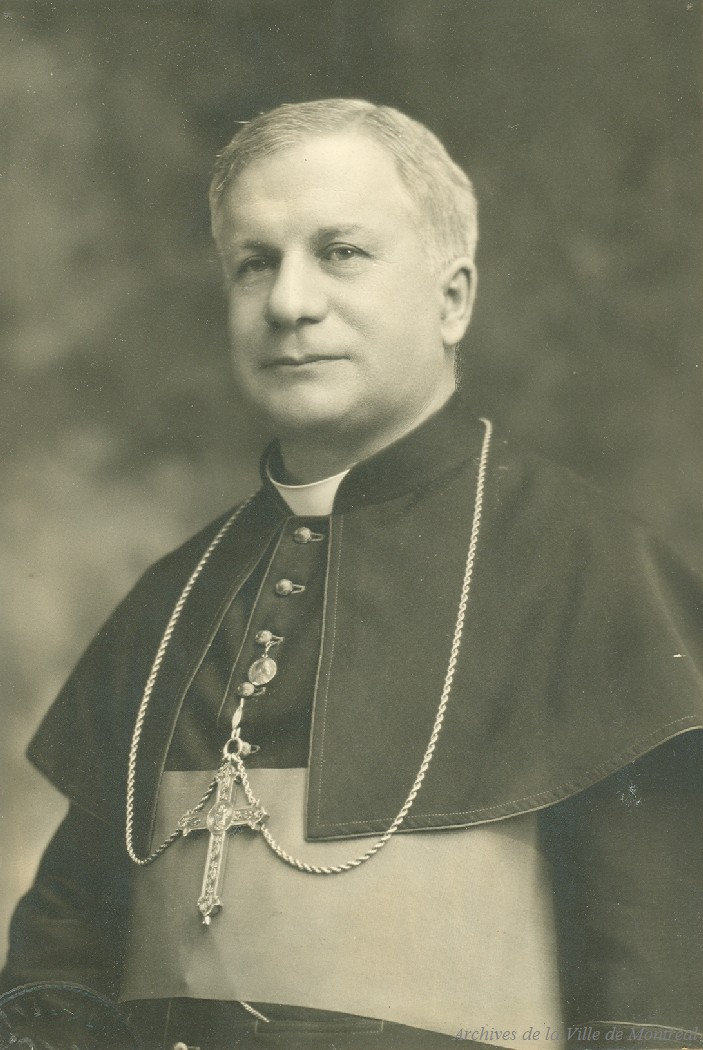
Joseph-Jean-Baptiste Hallé, premier évêque de Hearst.

Les origines de Hearst remontent à la construction du chemin de fer National Transcontinental en 1912 et de l'Algoma Central and Hudson Bay Railway en 1914. Établie en tant que localité de limite divisionnaire (en), Hearst se situe à mi-chemin entre Cochrane, sise 208 km à l'est, et Grant, une autre localité de limite divisionnaire aujourd'hui abandonnée, 201 km à l'ouest. Hearst devient un important carrefour ferroviaire. Le gouvernement de l'Ontario promeut à l'époque le développement forestier et agricole du Nord de l'Ontario. Plusieurs des premiers habitants de Hearst viennent du Québec, et d'immigrants européen (Finlande, Suède), Europe de l'Est, américaine et canadienne anglaise. Le clergé québécois encourage la propagation de la foi catholique et de la langue française au Canada. Les ménages viennent s'établir principalement pour les motifs économiques, notamment par les terres à bois à bas prix, les Québécois étant familiers avec le système agroforestier. L'industrie forestière se développe rapidement avec l'implantation de la Newago Forest Products qui achemine la pâte à papier vers les usines américaines par l'Algoma Central. Ce secteur d'activité constitue la base du développement économique local.
La municipalité est constituée en 1922. Elle est nommée en l'honneur de William Hearst, ancien ministre des Forêts et des Mines et premier ministre de l'Ontario de 1914 à 1919.La ville de Hearst était à l'époque multilingue, paradoxalement, ce membre d'un gouvernement parmi les plus francophobes de l'Ontario, ayant adopté le Règlement 17 en 1912, donne aujourd'hui son nom à l'une des plus importantes collectivités franco-ontariennes. Dans les années 1930 et 1940, plusieurs petits entrepreneurs forestiers obtiennent de petites concessions sur les terres de la Couronne, récoltent le bois et exploitent de petits moulins à scie pour les entreprises papetières américaines ou les entreprises minières de la région de Timmins. Plus tard, la politique du gouvernement ontarien interdisant l'expédition du bois brut directement des terres publiques permet l'essor à Hearst des scieries familiales (Fontaine, Gosselin, Lecours, Levesque, Selin). Le peuplement de la région se fait surtout par la migration de francophones du Québec, les Franco-Ontariens formant près de 90 % de la population alors que les entreprises de base et que les commerces locaux sont possédés par des anglophones ou immigrants. En 1944, les Franco-Ontariens fondent la caisse populaire. Dans les années 1950 et 1960, une classe entrepreneuriale et institutionnelle canadienne-française émerge et prend le contrôle de la société et de l'économie locale. En 1953, les Sœurs de la Providence achètent l'hôpital St. Paul, alors protestant, lequel devient l'hôpital Notre-Dame. Louis Levesque, évêque de Hearst, fonde le Petit Séminaire de Hearst, aujourd'hui l'Université de Hearst. En 1962, l'usine de contreplaqués Levesque s'implante.
Dans les années 1970 et 1980, la communauté francophone de Hearst participe grandement à l'effervescence de la culture franco-ontarienne avec la fondation du journal Le Nord en 1976, du Conseil des arts en 1977, de la radio communautaire CINN-FM et des Éditions du Nordir en 1988, et des Éditions Cantinales en 1995,. À partir de 1985, l'industrie forestière connaît d'importantes modifications avec la vente des entreprises familiales et la fermeture de plusieurs établissements.

## Politique et administration
Le drapeau de Hearst est un tribande vertical de couleurs sinople argent sinople (vert blanc vert) portant les armoiries au centre du pal blanc. Il est construit de la même façon que le drapeau du Canada, soit suivant des dimensions de 2:1 et un pal canadien (en) (bande verticale centrale de forme carrée). Le drapeau actuel est adopté en 2013, reprenant l'ancien drapeau conçu en 1979, en y ajoutant le listel avec la mention « Hearst » sous l'écu. Le sinople et l'argent représentent l'été et l'hiver ; les émanchures (ligne dentelée) en chef (partie supérieure de l'écu) illustre la forêt; le phénix rappelle la lutte de la communauté contre les deux feux de forêt majeurs; la croix à la fleur de lys et à la rose symbolisent la communauté chrétienne de langues française et anglaise, la couronne aux trois feuilles d'érable et aux deux pommes de pin exprime l'importance de l'industrie forestière,.
Hearst a le statut de ville (town) et est une municipalité à palier unique, c'est-à-dire administrée de manière autonome sans service du comté ou district et sans correspondre non plus à un territoire à l'échelle d'une division de recensement. Roger Sigouin est maire de la ville depuis 2002 et siège au conseil municipal depuis 1991. La Ville de Hearst est membre de l'Association française des municipalités de l'Ontario. La municipalité est grandement impliquée dans la promotion du développement de l'industrie forestière et de l'utilisation du bois dans l'architecture. La sous-région formée par Hearst, Mattice-Val Côté et Constance Lake, est désignée Capitale forestière du Canada en 2015, pour sa promotion « des forêts dans la santé socioéconomique et environnementale des collectivités ». La municipalité émet différentes politiques corporatives, notamment en matière de violence en milieu de travail, d'allaitement, de harcèlement, d'utilisation des armoiries et du logo municipal et d'éthique,.
|             | 2010-2014     | 2014-2018                                                                              | 2018-2022                                                                              |
| ----------- | ------------- | -------------------------------------------------------------------------------------- | -------------------------------------------------------------------------------------- |
| Maire       | Roger Sigouin | Roger Sigouin                                                                          | Roger Sigouin                                                                          |
| Conseillers |               | Claude Gagnon Daniel Lemaire Conrad Morin Gérard Proulx André Rhéaume Raymond Vermette | Gaëtan Baillargeon Joël Lauzon Daniel Lemaire Conrad Morin Marc Ringuette Josée Vachon |

Le territoire de Hearst est compris dans la circonscription électorale fédérale d'Algoma—Manitoulin—Kapuskasing et dans la circonscription électorale provinciale de Timmins—Baie James.

## Démographie
Selon le Recensement du Canada de 2011, Hearst compte 5 090 habitants pour une densité brute de 51,6 habitants/km2. La population de Hearst a connu une baisse de 530 habitants (9,4 %) entre 2006 et 2011 et est en diminution constante depuis le début des années 1990. En 2011, Hearst compte 2 251 logements privés occupés par des résidents habituels et 150 résidences secondaires et autres logements non habituellement occupés de manière permanente. En raison de la baisse importante de population, le nombre total de logements a baissé de 146 (5,7 %) Suivant les grandes tendances sociodémographiques, les ménages comptent en moyenne de moins en moins de personnes.
Évolution de la population totale, 1921-2011,,
Population et ménages (1991-2011)
| Année | Population totale | Variation (%) | Nombre total de logements | Variation (%) | Nombre de logements vacants et résidences secondaires | Variation (%) | Nombre de ménages privés | Variation (%) | Nombre moyen de personnes par ménage privé |
| ----- | ----------------- | ------------- | ------------------------- | ------------- | ----------------------------------------------------- | ------------- | ------------------------ | ------------- | ------------------------------------------ |
| 2011  | 5 090             | 9,4 %         | 2 401                     | 5,7 %         | 150                                                   | 3,4 %         | 2 251                    | 6,3 %         | 2,26                                       |
| 2006  | 5 620             | 3,5 %         | 2 547                     | .             | 145                                                   | .             | 2 402                    | 1,7 %         | 2,34                                       |
| 2001  | 5 825             | 3,7 %         | ...                       | .             | ...                                                   | .             | 2 444                    | 4,7 %         | 2,38                                       |
| 1996  | 6 049             | 0,5 %         | ...                       | .             | ...                                                   | .             | 2 335                    | .             | 2,59                                       |
| 1991  | 6 079             | .             | ...                       | .             | ...                                                   | .             | ...                      | .             | .                                          |

En 2023, 93,2% des résidents ont le français comme langue maternelle ce qui fait de Hearst la municipalité ontarienne ayant la plus grande proportion d'habitants francophones, et la deuxième des municipalités de plus de 500 habitants, derrière Mattice-Val Côté, qui en compte 96,4%.
| 2001  | 2006  | 2011  | 2016  |
| ----- | ----- | ----- | ----- |
| 5 825 | 5 620 | 5 090 | 5 070 |

## Économie
L'économie de Hearst dépend principalement de l'industrie forestière, notamment l'exploitation forestière, la fabrication de bois d'œuvre et de contreplaqués, ainsi que la biomasse. Ce secteur emploie 9 % de la main-d’œuvre régionale. La société Tembec y exploite une usine de sciage de bois d’œuvre résineux et de production de copeaux de bois qui emploie 120 travailleurs. Les deux autres industries d'importance sont la construction et l'éducation, notamment avec la présence de l'Université de Hearst et du Collège Boréal. Le secteur du tourisme, axé sur le plein air, et de la restauration, emploient 500 personnes. La Corporation de développement économique de Hearst a préparé un Plan stratégique de développement économique en 2013.
Principaux employeurs à Hearst, 2013
| Établissement                                    | Industrie                             | Nombre d'emplois |
| ------------------------------------------------ | ------------------------------------- | ---------------- |
| Columbia Forest Products, Division Levesque      | Industrie forestière                  | 380              |
| Tembec, Division Malette United                  | Industrie forestière                  | 203              |
| Hôpital Notre-Dame                               | Services de santé                     | 160              |
| Lecours Lumber                                   | Industrie forestière                  | 150              |
| Conseil scolaire catholique des Grandes Rivières | Éducation                             | 118              |
| Villeneuve Construction                          | Construction                          | 75               |
| Hôtel-Motel Companion                            | Tourisme, hébergement et restauration | 75               |
| Your Independent Grocer                          | Commerce de détail                    | 68               |
| Foyer des pionniers                              | Services de santé                     | 66               |
| Ville de Hearst                                  | Administration publique               | 65               |
| Morin Logging et Construction                    | Construction                          | 50               |
| PEPCO                                            | Distribution de produits pétroliers   | 47               |

## Culture
Hearst est un centre important de la culture franco-ontarienne, malgré l'éloignement et la taille réduite de cette agglomération. Elle est le site de l'Université de Hearst, une université fédérée à l'Université Laurentienne de Sudbury, d'un évêché et pendant longtemps des Éditions du Nordir. Le Conseil des arts de Hearst est un organisme sans but lucratif qui vise à « raffermir le sentiment de fierté et d’appartenance à la communauté francophone en offrant des expériences artistiques et culturelles sous toutes les formes, de qualité, mémorables et signifiantes, et en encourageant le rayonnement d’artistes de langue française. (...) ». Il exploite la Place des Arts de Hearst, salle de 450 places, ainsi que la Galerie 815. La Galerie 815, fondée en 1983, est un lieu d'exposition de tableaux, sculptures, photographies, vitrail, poterie, installations, dessins d’enfants Après trente ans de service, la seule librairie francophone de la région, la Librairie Le Nord, annonce le 17 décembre 2021 sa vente ou fermeture.

## Société

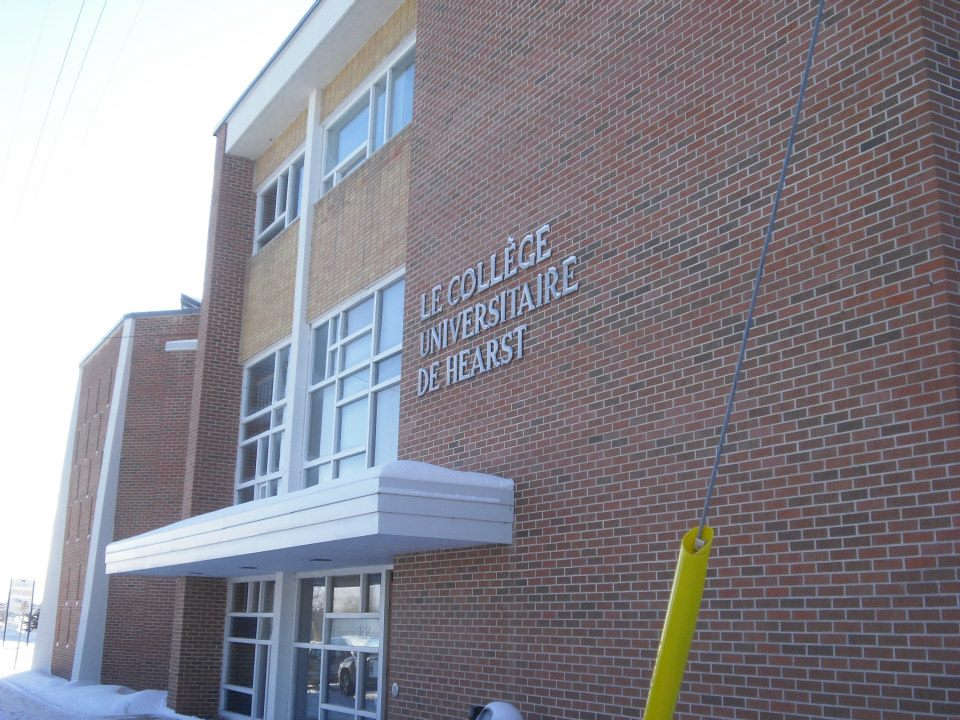
Université de Hearst

L'hôpital Notre-Dame de Hearst compte 44 lits à peu près également partagés entre les soins de courte durée et de longue durée, alors que le Foyer des Pionniers abrite 67 aînés en soins de longue durée.

### À faire
- Une chose à faire à Hearst est de visiter la distillerie locale appelée distillerie Rheault. Elle est connue pour ses échantillons de vodka et de liqueur de cerise, dont la qualité artisanale a été récompensée.
- A environ une heure de Hearst, il y a un restaurant de dégustation de fromages inspirés par le paysage nordique. Cet endroit s'appelle la Fromagerie Kapuskoise.
- Au parc provincial de Fushimi, il y a des tonnes d'activités de plein air à faire, comme la pêche, la natation, la randonnée et le bateau.

### Personnalités
- Joseph-Jean-Baptiste Hallé (1874-1939), évêque
- Louis Levesque (1908-1998), évêque
- René Fontaine (1933-2012), homme politique
- Claude Larose (1942-), joueur de hockey
- Donald Poliquin (1946-), auteur-compositeur-interprète
- Doric Germain (1946-), écrivain
- Alain Cavenne (1952-), écrivain
- Guy Lizotte (1953-2001), écrivain
- Félix Tanguay (1978-), animateur de télévision
- Claude Giroux (1988-), joueur de hockey
- Stéphane Lecours, médaillé paralympique